# ماركوس هوفمان (لاعب كرة قدم)
ماركوس هوفمان (بالألمانية: Marcus Hoffmann)‏ (12 أكتوبر 1987 في ألمانيا - ) هو لاعب كرة قدم ألماني في مركز الدفاع. لعب مع آر بي لايبزيغ وألمانيا آخن وإنيرجي كوتبوس وكارل زايس يينا وهانزا روستوك وSV Babelsberg 03 ‏ ونادي بلاوين ‏.

## وصلات خارجية
- ماركوس هوفمان على موقع قاعدة بيانات كرة القدم.إي يو (الإنجليزية)
- ماركوس هوفمان على موقع بيانات كرة القدم. دي إي (الألمانية)
- ماركوس هوفمان على موقع Soccerway.com (الإنجليزية)
- ماركوس هوفمان على موقع عالم كرة القدم.نت (الإنجليزية)